# Rudapithecus hungaricus
Rudapithecus hungaricus je druh vyhynulých hominidů, žijících ve svrchním miocénu (asi před 9,5 - 10 miliony let) na území dnešního Maďarska, Německa a Rakouska. V současnosti se jedná o sporný taxon, protože bývá mnoha odborníky zahrnován do rodu Dryopithecus jako druh Dryopithecus brancoi.
První nálezy byly učiněny v roce 1966 při pracích ve zlatém dole u obce Rudabánya v severním Maďarsku. Paleontolog Milkos Kretzoi je publikoval v roce 1969 pod jménem Rudapithecus hungaricus. Později však byla rozeznána podobnost s rodem Dryopithecus, která je tak výrazná, že nálezy rodu Rudapithecus byly přeřazeny do druhu Dryopithecus brancoi. Až od počátku 21. století začínají někteří badatelé samostatný rod Rudapithecus opět rozeznávat.
Nálezy rodu Rudapithecus byly zachyceny také u Salmendingen v německém Bádensku-Württembersku a snad i na dalších lokalitách v Rakousku (Mariathal, Götzendorf) a Německu (Melchingen, Ebingen, Trochtelfingen a Wissberg).

## Popis
Systematické vykopávky na lokalitě Rudabánya odhalily velké množství ostatků, takže Rudapithecus je v současnosti velmi dobře doloženým hominidem. Patřil ke středně velkým hominidům. Dosahoval hmotnosti až 45 kg, tedy téměř velikosti současného šimpanze.
Nejvýznamnější jsou nálezy několika dobře dochovaných lebek. Zejména lebka zachycená v roce 1999 je unikátní, protože se z ní dochovaly nejen kosti obličeje, ale i mozkovny. Nález získal přezdívku Gabi podle objevitele prvního nálezu z roku 1966, jímž byl maďarský geolog Gabor Hernyák. Mezi typické znaky patří dlouhá nízká mozkovna, méně vystupující nozdry a čelisti, slabé ale zřetelné nadočnicové oblouky, úzký nosní otvor a velká vzdálenost mezi očnicemi. Lebeční kapacita u dvou nejlépe dochovaných lebek dosahovala 305 cm3 a 320 cm3. Lehce stavěné čelisti a stoličky se slabou vrstvou skloviny ukazují, že se Rudapithecus živil převážně měkkým subtropickým ovocem.
Kromě lebečních kostí jsou na lokalitě Rudabánya poměrně hojně nalézané i části postkraniální kostry. Pažní, loketní i vřetenní kost, několik karpálních kůstek, články prstů, hlezenní kost, pánev i stehenní kosti vykazují typické znaky hominidů. Značně se podobají kostem moderních orangutanů a ukazují, že Rudapithecus se zcela adaptoval na stromový život. Plně pohyblivé klouby a dlouhé, silně zakřivené články prstů odpovídají schopnosti ručkování a brachiace ve větvích.